# 기쓰키역
기쓰키역(일본어: 杵築駅)은 일본 오이타현 기쓰키시에 위치한 규슈 여객철도 소속 철도역이며, 닛포 본선의 정차역이다. 당 역부터 히지역까지가 단선 구간이다. 특급 열차인 니치린과 니치린 시가이아, 그리고 소닉이 각각 일부가 정차한다. 또, 오이타 방면에서의 일부 보통 열차가 당 역에서 되돌아온다.

## 역 구조 및 승강장
단식 승강장 1면 1선과 섬식 승강장 1면 2선, 합계 2면 3선의 승강장을 가지는 지상역. 서로의 홈은 과선교에서 연락하고 있다. 일찍이 오이타 교통 구니사키 선이 접속되고 있었던 시대, 과선교에서 구니사키 플랫폼과 연결되어 있어 온 귤을 당 역에서 옮겨 싣고 있었으므로 다수의 화물차가 정류하고 있었다.
2009년 3월 14일의 다이어 개정까지 운전되고 있던 침대 특급 「후지」가 특급 「소닉」통과 기다리는 유익 정차(다만, 도어는 열지 않고 승객의 승하차는 취급하지 않는다)하고 있었다.
2011년 3월 11일까지 운전되고 있던 야간 열차의 「드림 니치린」이 하행선 방향으로 정차하고 있었다.
직영역이므로 발권 창구가 있어, 대합실에는 키오스크도 있다. 2012년에 IC카드 SUGOCA를 당 역에 도입 예정.
| 플랫폼 | 노선        | 방향   | 행선지                                          |
| 1 · 2  | ■ 닛포 본선 | 상행선 | 우사 · 나카쓰 · 유쿠하시 · 고쿠라 · 하카타 방면 |
| 1 · 2  | ■ 닛포 본선 | 하행선 | 벳푸 · 오이타 방면                              |
| 3      | ■ 닛포 본선 | 하행선 | 벳푸 · 오이타 · 미야자키 방면                   |

## 역 주변
- 오이타 공항 도로

## 인접 역
| 닛포 본선              | 닛포 본선   | 닛포 본선               |
| ---------------------- | ----------- | ----------------------- |
| 나카야마가 고쿠라 방면 | ■ 닛포 본선 | 오가 가고시마 중앙 방면 |